# Strzyżenie trawnika

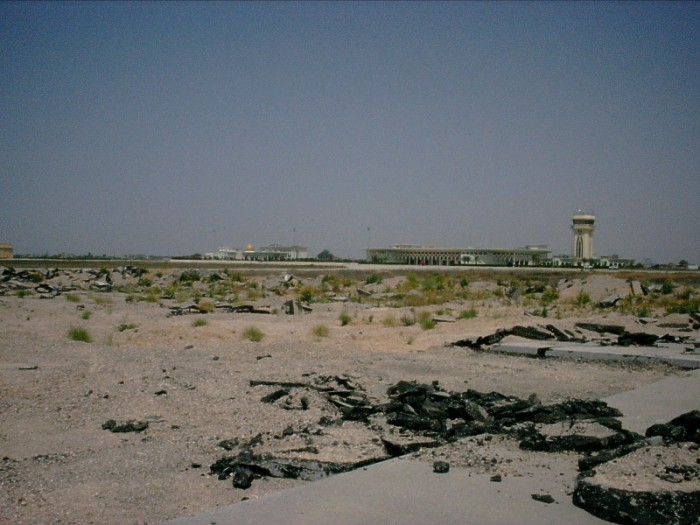
Były Port Lotniczy Gaza, którego zaorane w 2002 roku pasy startowe są użytkowane jako jedno z miejsc gromadzenia się wojsk izraelskich przed kolejnymi "strzyżeniami trawnika"

Strzyżenie trawnika (hebr. ‏כיסוח דשא‎) – metafora używana do opisania strategii Izraela przeciwko bojownikom palestyńskim w Strefie Gazy.
Termin ten został wprowadzony przez Efraima Inbara i Eitana Shamiego, aby opisać długofalową strategię wojskową o ograniczonej intensywności i ograniczonych celach takich jak: regularne zmniejszanie zdolności przeciwników do wyrządzania szkody Izraelowi oraz uzyskiwanie tymczasowego efektu odstraszającego poprzez okazjonalne operacje na dużą skalę, takich jak regularne wkroczenia armii izraelskiej do Gazy czy druga wojna w Libanie, z nadzieją, że z biegiem czasu takie powtarzające się pacyfikacje osłabią morale i determinację wrogich bojowników do rozpoczynania kolejnych działań przeciw Izraelowi.
Przeprowadza się je w celu utrzymania tylko pewnego poziomu kontroli nad obszarem, bez angażowania się w długoterminowe rozwiązanie polityczne – podobnie jak strzyże się trawnik, aby zachować porządek.
Naftali Bennett odniósł się do tego pojęcia w przemówieniu wygłoszonym w 2018 roku, kiedy powiedział „Kto nie strzyże trawnika, tego trawnik strzyże” (hebr. ‏מי שלא מכסח את הדשא, הדשא מכסח אותו‎). 